# Anacroneuria marta
Anacroneuria marta är en bäcksländeart som beskrevs av Maria del Carmen Zúñiga och Bill P.Stark 2002. Anacroneuria marta ingår i släktet Anacroneuria och familjen jättebäcksländor. Inga underarter finns listade i Catalogue of Life.